# Sāhat an-Nadschma

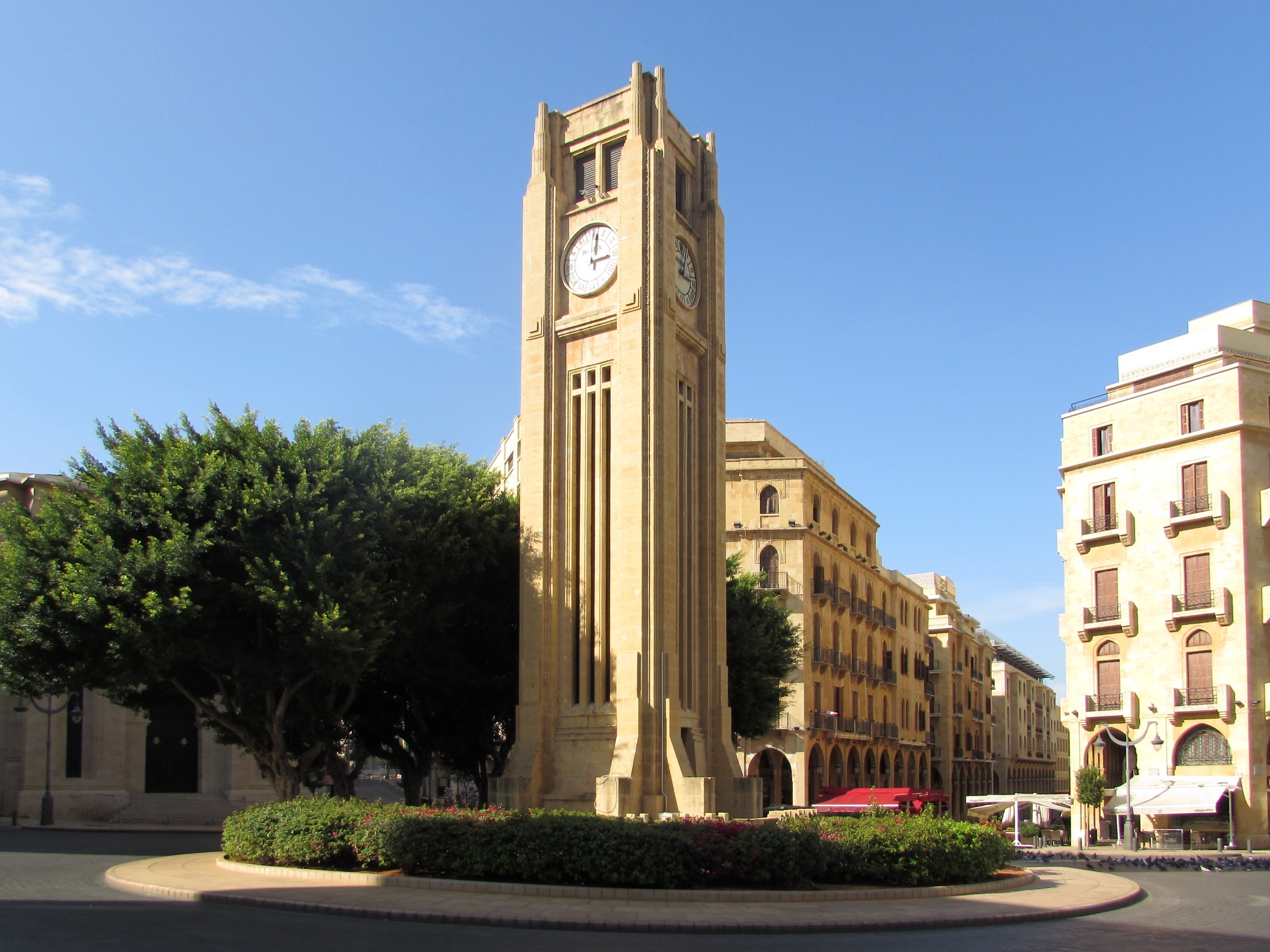
Der Uhrenturm auf dem Sāhat an-Nadschma oder Place de l’Étoile: eines der bekanntesten Wahrzeichen und Motive Beiruts

Der Sāhat an-Nadschma, oft unter dem französischen Namen Place de l’Étoile beschrieben (arabisch ساحة النجمة, DMG Sāḥat an-Naǧma ‚Sternplatz‘), ist ein zentraler Platz in der libanesischen Hauptstadt Beirut. Einige bedeutende Gebäude mit politischer und religiöser Funktion befinden sich in seiner Umgebung.

## Gestaltung
Der Sāhat an-Nadschma ist vollständig für den Fahrzeugverkehr gesperrt. Mit dem auf ihm stehenden 1934 errichteten Uhrenturm ist er eines der bekanntesten Motive der Stadt. Der Platz befindet sich im historischen Zentrum Beiruts etwa 500 Meter vom Hafen entfernt. Sechs Straßen, sämtlich Fußgängerzonen, laufen von Norden, Westen und Süden sternenförmig auf ihn zu. Lediglich nach Osten liegt keine Straße an. Dort befindet sich die Kathedrale St. Georg, der Sitz des griechisch-orthodoxen Metropoliten. Direkt unter der Kathedrale wurde ein archäologisches Museum eröffnet. Unmittelbar nördlich der St.-Georgs-Kathedrale befindet sich die italienische Botschaft. Auf der Westseite des Platzes steht das Gebäude der Nationalversammlung, das libanesische Parlament. Neben diesen öffentlichen Gebäuden haben sich vor allem Geschäfte und Cafés rund um den Platz angesiedelt.